# Grote Prijs van de Etruskische Kust 2010
De Grote Prijs van de Etruskische Kust 2010 (Italiaans: Gran Premio Costa degli Etruschi 2010) werd gehouden op zaterdag 6 februari in Italië. De wielerwedstrijd ging van San Vincenzo naar Donoratico. De wedstrijd liep uit op een massasprint, waarin Alessandro Petacchi de beste was. Het was de vijfde overwinning van Petacchi in deze Italiaanse wielerkoers. Hiermee is hij recordhouder van het aantal eindoverwinningen in deze wedstrijd.

## Uitslag
| Grote Prijs van de Etruskische Kust 2010 |                     |                               |            |
| Plaats                                   | Naam                | Ploeg                         | Tijd       |
| Winnaar                                  | Alessandro Petacchi | Lampre-Farnese Vini           | 4u 53' 00" |
| 2                                        | Alberto Loddo       | Androni Giocattoli-Serramenti | z.t.       |
| 3                                        | Fabio Sabatini      | Liquigas-Doimo                | z.t.       |
| 4                                        | Mattia Gavazzi      | Colnago-CSF Inox              | z.t.       |
| 5                                        | Oscar Gatto         | ISD-Neri                      | z.t        |
| 6                                        | Enrico Rossi        | Ceramica Flaminia             | z.t.       |
| 7                                        | Giorgio Brambilla   | De Rosa-Stac Plastic          | z.t.       |
| 8                                        | Claudio Cucinotta   | De Rosa-Stac Plastic          | z.t.       |
| 9                                        | Andrea Piechele     | CarmioOro NGC                 | z.t.       |
| 10                                       | Alessandro Maserati | Ceramica Flaminia             | z.t.       |
|                                          |                     |                               |            |
| 12                                       | Baptiste Planckaert | Landbouwkrediet               | z.t.       |
| 43                                       | Dirk Bellemakers    | Landbouwkrediet               | + 0' 15"   |

1997 · 1998 · 1999 · 2000 · 2001 · 2002 · 2003 · 2004 · 2005 · 2006 · 2007 · 2008 · 2009 · 2010 · 2011 · 2012 · 2013 · 2014 · 2015 · 2016 · 2017